# 常磐津文字兵衛
常磐津 文字兵衛（ときわづ もじべえ）は、常磐津節の三味線方の名跡。

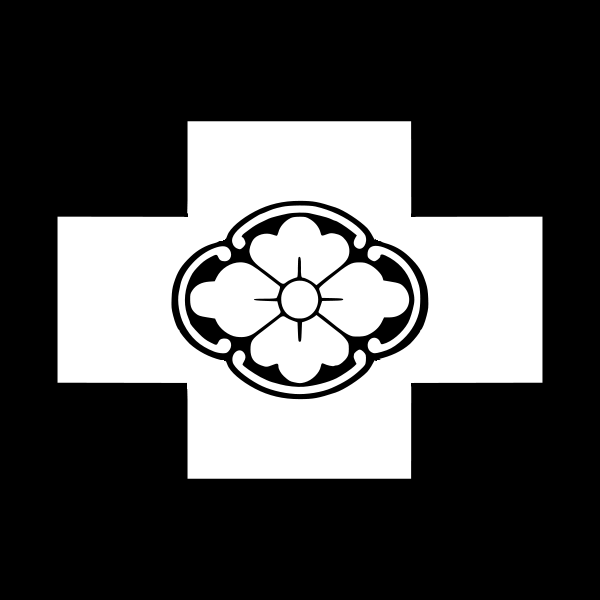
常磐津の流紋（定紋）『角木瓜』

常磐津の流紋（替紋）『松皮菱』

- 二代目常磐津文字兵衛（1857年 - 1924年10月29日） - 本名：鈴木 金太郎。父は初代常磐津文字助。初代文字兵衛の門下で、二代目常磐津八百八を名乗る。初代没後に二代目文字兵衛を襲名。1918年に常磐津松寿斎を名乗った。主な作曲には「お夏狂乱」がある。長男は三代目。
- 三代目常磐津文字兵衛 - 後：常磐津文字翁
- 四代目常磐津文字兵衛 - 後：常磐津英寿

## 初代
（天保10年（1839年） - 明治38年（1905年）1月16日）本名は富坂文字兵衛。
越後国（現在の新潟県）に、鍛冶工の子として生まれ、常磐津文字八に入門し、八十太夫を名乗る。変声期で太夫から三味線方に転じ八十松と改名。1862年9月に常磐津文字兵衛と改名。当初はワキ三味線だったが、1863年に6代目常磐津小文字太夫の立三味線を務め、小文字太夫没後は2代目常磐津松尾太夫（後の初代常磐津林中）の立三味線を務めた。晩年は常磐津文佐を名乗る。初代の作と思われる浄瑠璃が多く残されている。
通称「鍛冶町の文字兵衛」。

## 5代目
五代目常磐津 文字兵衛（ときわづ もじべえ、昭和36年（1961年）11月16日 - ）本名は鈴木 淳雄。
東京の生まれ、4代目の実子。
高校時代は宮脇康之と同級生であり、驚きももの木20世紀にて高校時代の宮脇についての証言を寄せたこともある。
東京芸術大学卒業。1977年に常磐津紫弘。1996年に父が常磐津英寿と改名を機に5代目文字兵衛を襲名。
洋楽ロックなどとの融合にも力を入れ1983年にはニューヨーク・カーネギーホールで演奏も行なった。
妻はプロのピアニスト。

### 受賞
- 1984年、モービル音楽賞（邦楽部門）受賞。
- 2004年、国立劇場特別賞
- 2008年、文化庁文化交流使
- 2010年3月、日本芸術院賞受賞。
- 2012年、重要無形文化財「常磐津節」総合認定保持者

2014年、春の叙勲紫綬褒章